# Teltower Eisenbahn
Teltower Eisenbahn – była drugorzędna linia kolejowa w Niemczech, na terenie obecnego kraju związkowego Brandenburgia. Obsługiwała wyłącznie ruch towarowy.